# Ramzes V
Ramzes V Amonherchopszef I – faraon, władca starożytnego Egiptu z XX dynastii, z okresu Nowego Państwa. Prawdopodobnie panował w latach 1145–1142 p.n.e. 
Po śmierci swego poprzednika wstąpił na tron w wieku około kilkunastu lat. Był prawdopodobnie synem Ramzesa IV lub też, według innych ocen, był synem Ramzesa III i królowej Isis (Iset). Poślubił co najmniej dwie kobiety: Tauerettel i Henutuati.
Zachowały się nieliczne źródła egipskie, mówiące o dokonaniach Ramzesa, jego działalności budowlanej i wewnątrzpaństwowej. Wiemy, że rozkazał otworzyć ponownie kamieniołom w Gebel el-Silsile i kopalnie na Synaju. Rozkazał wznieść własną świątynię grobową oraz świątynie w Heliopolis i Buhen. Z czasów jego panowania pochodzi również tekst dotyczący podatków, na Papirusie Wilbour, dziś znajdujący się w Muzeum Brooklyńskim. Przypuszcza się, że za czasów jego panowania szerzyła się biurokracja i korupcja, o czym mówi inny tekst z Papirusu Turyńskiego nr 1887, dotyczący skandalu finansowego, w który zamieszani byli kapłani z Elefatyny.
Jedynym źródłem wiedzy o samym Ramzesie jest jego mumia. Ramzes V pochowany został w Królewskiej Nekropoli w Dolinie Królów. W czasach rabunków, pod koniec XX dynastii, mumia króla została przeniesiona do skrytki w grobowcu (KV35) Amenhotepa II, gdzie została odnaleziona przez Victora Loreta w 1898 r. Z bandaży odwinięta została w 1905 roku przez doktora Smitha.  Już z pobieżnych badań wysnuto wniosek, iż przyczyną śmierci młodocianego króla była ospa. Ślady tej choroby odkryto na całym ciele władcy. Choroba zapewne pod koniec życia Ramzesa, przeszła w ostre stadium, na co mogą wskazywać liczne ślady krost na twarzy.
Mumia obecnie znajduje się w Muzeum Egipskim w Kairze.

## Tytulatura
| G5 |

| G5 |

| E1 · D44 | C10 | O25 |

| E1 · D44 | C10 | O25 |

| E1 · D44 | C10 | O25 |

| E1 · D44 | C10 | O25 |

| G5 |

| G5 |

| E1 · D44 | C10 | O25 |

| E1 · D44 | C10 | O25 |

| E1 · D44 | C10 | O25 |

| E1 · D44 | C10 | O25 |

| M23 · X1 | L2 · X1 |

| M23 · X1 | L2 · X1 |

| ra | wsr | C10 | s | ra | xpr · n |

| ra | wsr | C10 | s | ra | xpr · n |

| ra | wsr | C10 | s | ra | xpr · n |

| ra | wsr | C10 | s | ra | xpr · n |

| M23 · X1 | L2 · X1 |

| M23 · X1 | L2 · X1 |

| ra | wsr | C10 | s | ra | xpr · n |

| ra | wsr | C10 | s | ra | xpr · n |

| ra | wsr | C10 | s | ra | xpr · n |

| ra | wsr | C10 | s | ra | xpr · n |

| G39 | N5 |

| G39 | N5 |

| ra | C12 | C12 | N36 | s | ms | sw | f |

| ra | C12 | C12 | N36 | s | ms | sw | f |

| ra | C12 | C12 | N36 | s | ms | sw | f |

| ra | C12 | C12 | N36 | s | ms | sw | f |

| G39 | N5 |

| G39 | N5 |

| ra | C12 | C12 | N36 | s | ms | sw | f |

| ra | C12 | C12 | N36 | s | ms | sw | f |

| ra | C12 | C12 | N36 | s | ms | sw | f |

| ra | C12 | C12 | N36 | s | ms | sw | f |